# Virgula în limba română
Lucrările de normare a limbii române stabilesc reguli pentru uzul virgulei în propoziții și fraze.
Ca regulă de poziționare, virgula stă lipită de cuvântul anterior și separată cu un spațiu de cuvântul următor (xx, xx).
Ca și celelalte semne de punctuație, rolul virgulei este de a evidenția structura unei propoziții, ușurând astfel cititul. Totodată, virgula ajută la clarificarea înțelesului frazei, evitându-se ambiguitățile. De exemplu, în frazele următoare, prezența virgulei schimbă cu totul semantica, cele două având chiar înțelesuri opuse:
- Nu vreau să pleci.
- Nu, vreau să pleci.

Virgula apare adesea în propoziție și în frază când se face o pauză în vorbire. Amplasarea sa nu este determinată de fonetică, ci de o serie de reguli gramaticale.

## În propoziție
Virgula se folosește în următoarele cazuri:

### Părți omogene
Atunci când o parte de propoziție este multiplă, adică exprimată printr-o enumerație de cuvinte cu aceeași funcție sintactică, separarea acestora se face ori cu o conjuncție („și“, „sau“), ori prin virgulă, atunci când conjuncția este clară din context sau neimportantă:
Copilul, bunicul, cățelul și pisica au intrat repede în casă. — subiect multiplu;
Camera înaltă, luminoasă, inundată de lumină îmi părea un vis. — atribut multiplu;
Intrând în casă, vede florile, cărțile, hărțile răvășite pe birou. — complement direct multiplu;
Bătrânul se bucură de frumusețea zilei, de jocul nepoților, de florile înflorite. — complement indirect multiplu;
Ziua, dimineața, noaptea, el se gândea mereu la viața lui trecută. — complement circumstanțial de timp multiplu;
Cuvintele din cadrul enumerației pot fi la rândul lor însoțite de determinanți:
Această casă este înaltă, frumoasă, nouă. — nume predicativ multiplu;
Această casă este nouă, luminată la colțuri cu becuri puternice, zugrăvită în alb-argintiu — nume predicativ multiplu cu determinant;

### Apoziții
Apoziția simplă sau dezvoltată se izolează prin virgulă de restul propoziției:
Mircea, fiul, a sosit vesel acasă. — apoziție simplă;
Mircea, fiul nostru cel cuminte și ascultător, a sosit vesel acasă.
Atunci când apoziția face însă parte dintr-un nume propriu, aceasta nu se izolează prin virgulă:
Mircea cel Bătrân a fost Domn al Țării Românești între anii 1386 și 1418. — apoziție care face parte dintr-un nume propriu.

### Anumite conjuncții, adverbe sau interjecții
Locuțiunile conjuncționale „așadar“ și „prin urmare“ se izolează prin virgulă de restul propoziției:
I-am spus, așadar, rezultatul concursului;
Am stabilit, prin urmare, amânarea ședinței;
Anumite adverbe sau perechi formate din conjuncții/adverbe cer de asemenea virgulă:
Nu scrisese un roman, ci un volum de poezii.
Nu fusese în vizită numai la părinți, ci și la bunici și unchi.
Nu o văzuse nici pe Ioana, nici pe Maria.
După adverbe de afirmație și de negație sau interjecții, când acestea sunt echivalente ale unei propoziții. Dacă după adverb/interjecție urmează o propoziție introdusă prin că, virgula nu se mai folosește:
Firește, a încercat să-i ajute. Firește că a încercat să-i ajute.
Nu, nu mai ascult. Nu că nu mai ascult.
Iată, mă predau de bună voie. Iată că mă predau de bună voie.

### Gerunzii și participii
Gerunziile și participiile verbale, cu sau fără determinant, așezate la începutul propoziției se despart prin virgulă:
Supărat, el a trântit ușa cu putere. — participiu verbal fără determinant, rol de complement de cauză;
Supărat pe colegii săi, el a trântit ușa cu putere — participiu verbal cu determinant, rol de complement de cauză dezvoltat;
Alunecând, el și-a rupt piciorul. – gerunziu verbal fără determinant, rol de complement de cauză, nuanță temporală;
Alunecând pe gheața din fața casei, el și-a rupt piciorul. — gerunziu verbal cu determinant, rol de complement de cauză dezvoltat;

### Complemente așezate între subiect și predicat
Complementele circumstanțiale așezate între subiect și predicat se izolează de obicei prin virgulă:
Eu, atunci, am fugit repede în casă. — complement circumstanțial de timp, adverb de timp;
Eu, dis-de-dimineață, am plecat la câmp. — complement circumstanțial de timp, locuțiune adverbială de timp;
Tu, înainte de a răsări soarele, să fii la secerat. — complement circumstanțial de timp., construcție infinitivală;
El, fiindu-i înghețate mâinile, n-a putut scrie. — complement circumstanțial de cauză, construcție gerunzială absolută;
Echipa noastră, acolo, a triumfat asupra tuturor participanților. — complement circumstanțial de loc, adverb de loc;
Ei, de jur-împrejur, vedeau numai nisip. — complement circumstanțial de loc, locuțiune adverbială de loc;
El, fără a spune o vorbă, a ieșit din cameră. — complement circumstanțial de mod, construcție infinitivală;
Voi, spre a înțelege, ați făcut multe exerciții. — complement circumstanțial de scop, verb la infinitiv;
Voi, spre a înțelege bine teoria, ați făcut multe exerciții. — complement circumstanțial de scop, construcție infinitivală;
El, citind mereu, ar fi memorat poezia. – complement circumstanțial condițional, verb gerunziu de cu determinant;
El, citind mereu, tot n-ar fi memorat poezia. — complement concesiv, verb gerunziu cu determinant.

### Substantive la vocativ și adresări directe
Substantivele în cazul vocativ se separă de restul propoziției:
Mănâncă, calule, ovăz!
Interjecțiile cu valoare de adresare directă se separă de restul propoziției:
Măi, nu cumva să vă împingă Mititelul să intrați înaintea mea. (Ion Creangă, Povestea lui Harap-Alb)

## În frază
Alt rol important al virgulei este de a separa propozițiile în cadrul unei fraze, de obicei atunci când acestea nu sunt legate de o conjuncție.

### Propoziții coordonate
Propozițiile coordonate prin juxtapunere sunt separate prin virgulă:
Cățelul se oprește nedumerit, se uită puțin în urma dulăului, apoi se întoarce în buruieni... (din romanul Ion de Liviu Rebreanu)
Se separă propozițiile coordonate copulative (de exemplu, legate prin „nici”, „nu numai... ci și”), adversative („dar”), disjunctive („ba”, „când”, „fie”, „ori” sau „sau”) și conclusive („așa că”, „astfel încât”):
Niciodată nu i-au crescut bătături în palmă de muncă, nici nu i s-a plămădit pământul în piele... (din romanul Ion de Liviu Rebreanu)
Li se părea că alegerea lui Grofșoru va revoluționa nu numai țara, ci toată Europa. (din romanul Ion de Liviu Rebreanu)
— Văd că doamna-i supărată foc, dar n-am nici eu încotro (din romanul Ion de Liviu Rebreanu)
Viața singură știe ce vrea, sau poate pentru că nu știe nici ea mi se pare că știe... (din romanul Ion de Liviu Rebreanu)
Am isprăvit mai repede decât bănuiam, așa că acuma sper să fiu acasă în Bistrița la vremea prânzului. (din romanul Ion de Liviu Rebreanu)
Propozițiile coordonate copulative cu nuanță adversativă (separate prin conjuncțiile
„iar” sau „și” adversativ) se delimitează, de asemenea, prin virgulă:
Toți vorbeau mereu de ea, ghiceau pe unde o fi ajuns și ce-o fi făcând, iar dăscălița și Ghighi lăcrimau când dădeau peste vreun lucrușor rămas de la dânsa. (din romanul Ion de Liviu Rebreanu)
— Desigur, prieten care cumpără ce poate de la prietenii în nevoie! făcu avocatul, disprețuitor, și apoi, întorcându-se spre copist: Ei, merge? (din romanul Ion de Liviu Rebreanu)
Propozițiile coordonate legate prin și copulativ ori sau nu se despart prin virgulă:
Nevastă-mea ține grozav la ora mesei și e încântată când mâncăm împreună. (din romanul Ion de Liviu Rebreanu)

### Propoziții subordonate
Propozițiile subordonate subiective și predicative nu se despart de regentă prin virgulă, indiferent de locul lor
— Fire-ar afurisit să fie cine a mai desființat și catihețiile cele, tocmai acum în vremea noastră! (Ion Creangă, Amintiri din copilărie)
Propozițiile subordonate atributive explicative (izolate) se despart prin virgulă de cuvântul pe care îl determină
N-ai auzit că unul cică s-a dus odată bou la Paris, unde-a fi acolo, și a venit vacă?  (Ion Creangă, Amintiri din copilărie)
Propozițiile subordonate atributive determinative (neizolate) nu se despart prin virgulă de cuvântul pe care îl determină
Și să știi de la mine că Dumnezeu n-ajută celui care umblă cu furtișag, fie lucru de purtat, fie de-a mâncării, fie ori de ce-a fi. (Ion Creangă, Amintiri din copilărie)
Însă eu, în starea în care mă aflam, fiind cuprins de fericire, uitasem că mai trăiesc pe lume! (Ion Creangă, Amintiri din copilărie)
Propozițiile completive directe și indirecte se despart prin virgulă atunci când sunt așezate înaintea regentei. Propozițiile completive directe și indirecte așezate după regentă nu se despart prin virgulă de aceasta"
- Mi-am dat eu seama că tocmai dumneata îmi trebuiești! (Gib Mihăescu, Donna Alba)
... stăteam mai mult prin fața locuințelor vecine, pândind să văd cine intră și cine iese din bizarul dornicii. (Gib Mihăescu, Donna Alba)
Propozițiile completive de agent nu se despart prin virgulă de regentă
Nu știu dacă ați văzut vreun copil fraged și frumos pălit de cine știe ce bruscă spaimă... (Gib Mihăescu, Donna Alba)
Propozițiile circumstanțiale de loc se despart prin virgulă atunci când sunt așezate înaintea regentei
Și de atunci i-a mers lui Ciubuc numele de omul lui Vodă, încât și până astăzi un deal, în partea despre Plotunul, unde era mai mult așezarea lui Ciubuc, se cheamă Dealul Omului. (Ion Creangă, Amintiri din copilărie)
Propozițiile circumstanțiale de loc așezate după regentă nu se despart prin virgulă de aceasta
Unde mi-ai poruncit mă duc. (subînțeles: nu în altă parte)
Propozițiile circumstanțiale de timp se despart prin virgulă atunci când sunt așezate înaintea regentei
...când mă lua cineva cu răul, puțină treabă făcea cu mine. (Ion Creangă, Amintiri din copilărie)
- excepție: Când vreau eu o să te anunț. (subînțeles: nu când vrei tu)

Propozițiile circumstanțiale de timp așezate după regentă nu se despart prin virgulă de aceasta
...te-i face popă ca tată-tău când s-or pusnici toți bivolii din Mănăstirea Neamțului! (Ion Creangă, Amintiri din copilărie)
Propozițiile circumstanțiale de timp, așezate după o regentă care cuprinde un complement circumstanțial sau o propoziție circumstanțială, se despart prin virgulă
Nevasta a murit de mult, de pe când eram om teafăr. (Mihail Sadoveanu, Opere)
Propozițiile cauzale se despart prin virgulă de regentă, indiferent de locul ocupat în frază
Spun cu vremea, deoarece încă nu m-am decis la acțiune, nici măcar n-am croit planul procedeului de predare. (Gib Mihăescu, Donna Alba)
Propozițiile finale se despart prin virgulă de regentă atunci când se află înaintea acesteia
...ca să se mântuie toată dihonia, cărăbăniți-vă de la mine, și mă lăsați în pace! (Ion Creangă, Amintiri din copilărie)
Propozițiile finale aflate după regentă se despart prin virgulă numai atunci când vrem să subliniem că ea nu este un element estențial în frază
Așa ne învățase o babă să facem, ca să ne treacă de râie. (Ion Creangă, Amintiri din copilărie)
Propozițiile finale introduse prin conjuncția de nu se despart prin virgulă
Ba la mulți se întâmpla de veneau sâmbătă noaptea câte cu un picior frânt sau cu boii stâlciți, și aceasta le era câștig pe deasupra. (Ion Creangă, Amintiri din copilărie)
Propozițiile circumstanțiale de mod se despart prin virgulă de regentă atunci când se află înaintea acesteia
Rămânea mult timp înaintea fiecăruia, fără să mă întrebe nimic asupra lor, fără să mă privească... (Gib Mihăescu, Donna Alba)
Propozițiile subordonate consecutive se despart prin virgulă de regentă
Nănașa din grindă are să-i știe de știre, de nu l-or putea scoate din mâna mea tot neamul strigoilor și al strigoaicelor din lume! (Ion Creangă, Amintiri din copilărie)
Și de atunci i-a mers lui Ciubuc numele de omul lui Vodă, încât și până astăzi un deal, în partea despre Plotunul, unde era mai mult așezarea lui Ciubuc, se cheamă Dealul Omului. (Ion Creangă, Amintiri din copilărie)
Propozițiile subordonate concesive se despart întotdeauna prin virgulă de regentă, indiferent de locul ocupat
... încaltea ți-au făcut și băieții biserică aici pe loc, după cheful tău, măcar că-ți intră biserica în casă, de departe ce-i... (Ion Creangă, Amintiri din copilărie)
Propozițiile subordonate condiționale se despart prin virgulă de regentă
Dac-ar fi să iasă toți învățați, după cum socoți tu, n-ar mai avea cine să ne tragă ciubotele.(Ion Creangă, Amintiri din copilărie)
Propozițiile subordonate opoziționale și cumulative se despart prin virgulă de regentă
Cât îi mic, prinde muște cu ceaslovul și toată ziulica bate prundurile după scăldat, în loc să pască cei cârlani (Ion Creangă, Amintiri din copilărie)
Propozițiile instrumentale, sociative, de excepție și predicative suplimentare în general nu se despart prin virgulă de regentă
Cu ce arde acolo știu c-ar fi trăit boierește un an de zile tot satul. (Liviu Rebreanu, Opere)
Fugeau toți în toate părțile cu ce apuca a lua.(Ion Ghica, Scrisori către Vasile Alecsandri)
N-a stat mult pe gânduri spre a vedea că alta nu-i mai rămâne decât să spele degrabă putina. (Ion Luca Caragiale, Opere)
Ipate se trezește într-o zi cu socru-său că vine și-l cheamă la nunta unui frate al femeii sale. (Ion Creangă, Povestea lui Stan Pățitul)
Propozițiile incidente se despart prin virgulă de regentă
În sfârșit, ca să nu-mi uit vorba, toată noaptea cea dinainte de plecare, până s-au revărsat zorile, m-am frământat cu gândul, fel și chip, cum aș putea îndupleca pe mama să mă dea mai bine la mănăstire... (Ion Creangă, Amintiri din copilărie)
Propozițiile intercalate într-o frază sau într-o propoziție redată în vorbire directă, considerate tot ca incidente, se pun între virgule sau linii de pauză
— Dar cine ești tu, zise Ivan cam zborșit, de te lauzi că știi toate? (Ion Creangă, Ivan Turbincă)